# 4 Dywizjon Artylerii Ciężkiej (1939)
4 dywizjon artylerii ciężkiej (4 dac) – pododdział artylerii ciężkiej Wojska Polskiego II RP.
Dywizjon nie występował w pokojowej organizacji wojska. Został sformowany w sierpniu 1939 roku, w Toruniu, przez 8 pułk artylerii ciężkiej z przeznaczeniem dla 4 Dywizji Piechoty.
W jego skład weszły dwie baterie i pluton taborowy nr 4. Pierwsza bateria była uzbrojona w trzy 105 mm armaty wz. 29, natomiast druga bateria w trzy 155 mm haubice wz. 1917.

## 4 dac w kampanii wrześniowej

### Mobilizacja
Mobilizację alarmową dywizjonu w grupie niebieskiej rozpoczęto 24 sierpnia o godz. 7.00 w Toruniu w koszarach 8 pac. Po południu dalszą mobilizacje prowadzono we wsi Przysiek w pobliżu Torunia. Początkowo mobilizacja przebiegała wolno z uwagi na małe zawiązki wydzielone do formowania dywizjonu. Zmobilizowane konie w znacznej ilości nie były podkute, a zmobilizowane wozy niejednokrotnie nie posiadały na kolach obręczy metalowych. Prace nad uzyskaniem sprawności marszowej trwały całą dobę. 25 sierpnia nowo sformowana kolumna amunicyjna dywizjonu rozpoczęła dowóz amunicji ze składu w Łysanicach. Po złożeniu przysięgi 26 sierpnia, wieczorem podjęto marsz w miejsce koncentracji 4 DP. O świcie 27 sierpnia dywizjon dotarł do lasu koło wsi Gronowe. Po dziennym postoju następnie wieczorem 27 sierpnia podjęto dalszy marsz w kierunku lasu koło wsi Nielub. 28 sierpnia kolejnym nocnym marszem osiągnięto rejon dworu Niedźwiedźna południowy wschód od Wąbrzeźna. Marsz ten odbył się po piaszczystych, polnych drogach, obnażył niezgranie zaprzęgów, słabość wozów konnych pochodzących z mobilizacji. Pozwolił też na wykrycie usterek i ich usunięcie. Po odpoczynku podjęto dalszy marsz nocą 29/30 sierpnia do lasów na wschód od gajówki Górale. Po dotarciu do miejsca postoju rozpoczęto przygotowywać stanowiska ogniowe koło wsi Konojady i punkty obserwacyjne przy torach kolejowych w pobliżu wsi Góralki. O świcie 31 sierpnia dywizjon zajął przygotowane stanowiska i punkty obserwacyjne.

### Działania bojowe

#### Udział w bitwie nad Osą
4 DP początkowo broniła ona linii jezior od rz. Osy do rz. Drwęca. 1 września o godz. 5.30 w dywizjonie ogłoszono alarm, o godz.8.00 stanowiska 4 dac rozpoznawał niemiecki samolot rozpoznawczy. O godz.9.00 na rozkaz dowódcy artylerii 4 DP płk. dypl. Andrzeja Czerwińskiego 1 bateria armat na celowniku 13 000 ostrzeliwała drogi, którymi posuwały się niemieckie kolumny na lewym skrzydle Grupy Operacyjnej „Wschód”. Ponownie 1 bateria prowadziła ostrzał ogniem zaporowym na nacierające oddziały niemieckie na lewe skrzydło obrony. W nocy 1/2 września 4 dac przegrupowano wraz z 4 DP, w rejon odcinka Gruta celem kontrnatarcia na oddziały niemieckiej 21 DP. O świcie 2 września 4 dac dotarł do rejonu Gołębiewa. O godz. 11.00 dywizjon zajął rozpoznane wcześniej stanowiska w rejonie Kitnowa. Podczas domarszu do stanowisk 1 bateria została ostrzelana przez niemiecki samolot, poniesiono straty w koniach. 1 bateria natychmiast ostrzelała niemieckie natarcie według mapy w rejonie Mełna. Z uwagi na zmieniającą się sytuację dywizjon tego dnia więcej nie prowadził ostrzału. W nocy 2/3 września dokonano następnego przegrupowania dywizjonu do rejonu Zakrzewa. O świcie 3 września 1 bateria rozpoczęła daleki ostrzał na drogi dojścia oddziałów niemieckich. W godzinach popołudniowych 4 dac wszedł w skład grupy artylerii pod dowództwem płk. dypl. Czerwińskiego mającego działać na korzyść 14 pułku piechoty. Punkty obserwacyjne wysunięto w rejon Mełna. Zwiady bateryjne podczas urządzania punktów, były atakowane przez niemieckie lotnictwo. Poległo 4 żołnierzy i utracono kilka koni. Artyleria niemiecka ostrzelała stanowiska ogniowe 1 baterii. Baterie prowadziły ostrzał zgrupowań niemieckich, nawet pomimo bombardowania stanowisk 4 dac przez lotnictwo niemieckie. Z uwagi na duże natężenie ognia, kolumna amunicyjna kilkakrotnie dowoziła amunicję dla strzelających baterii z dywizyjnego punktu amunicyjnego w lesie Wronie. Utraciła jeden zaprzęg. Nocą 3/4 września 4 dac wycofał się do lasu Wronie, gdzie zajął stanowiska ogniowe. Rejon lasu był 4 września bombardowany przez niemieckie lotnictwo. Dywizjon nie poniósł strat.

#### Odwrót
Nocą 4/5 września rozpoczęto odwrót nad Drwęcę, zabierając maksymalną ilość amunicji. Rano 5 września 4 dac zatrzymał się w lesie koło Golubia. 6 września dywizjon dotarł do Torunia przeprawiając się przez Wisłę po moście kolejowym, przed południem zajął las przy gajówce Kuchnia, odpoczywano cały dzień. Wozy kolumny taborowej i części kolumny amunicyjnej pobierały z pociągu: zapasową uprząż, papierosy, żywność i amunicję. Nocnym marszem 6/7 września dywizjon doszedł do lasu Brzezie. Następnej nocy 4 dac dotarł na południowy wschód od Włocławka, do lasu w rejonie Leopoldowa. Nocny marsz 8/9 września wiódł dywizjon w kierunku Bzury. Rano 9 września docierając do lasu Szewskie Budykoło Lubienia Kujawskiego. Po dziennym postoju nocą wyruszono poprzez Kutno do Gajewa koło Żychlina, który osiągnięto 10 września. Tego dnia był atakowany przez lotnictwo niemieckie, nie poniósł strat. 10/11 września maszerowano w kierunku frontu poprzez Bedlno, Plecka Dąbrowa, Sobota, Walewice, wspólnie z II/4 pułku artylerii lekkiej w kolumnie bocznej w ugrupowaniu 14 pułku piechoty.

#### Udział w bitwie nad Bzurą
11 września o świcie osiągnięto miejscowość Sobota. Po krótkim odpoczynku przy wsparciu 4 dac, 14 pp wyruszył do natarcia na wieś Walewice, a następnie wsparł jego natarcie na wieś Rulice. Celny ostrzał i natarcie piechoty zmusiło do odwrotu niemiecki 20 pp. 12 września 4 dac wszedł w skład grupy artylerii ogólnego działania pod dowództwem płk. dypl. Czerwińskiego. Zajął stanowiska ogniowe w rejonie wsi Borówek. Skąd o zmroku dywizjon wsparł natarcie 14 pp na Bielawy. Doszło do pojedynku z artylerią niemiecką. Wobec załamania się natarcia 14 pp, 4 dac wycofał się zgodnie z rozkazem 13 września rano przez Orłowo do wsi Strugienice. Znacznie zmniejszyła się ilość amunicji. Wieczorem dywizjon został przygotowany do wsparcia natarcia w rejonie jeziora Okręt. 14 września o godz. 8.00 w składzie grupy artylerii pod dowództwem ppłk. Józefa Pyrka wraz z dywizjonami I/4 pal, I/2 pułku artylerii ciężkiej, 4 dac wsparł natarcie piechoty 4 DP. Niemiecka artyleria ostrzelała prowadzący natarcie 67 pułk piechoty i batalion I/14 pp. Grupa artylerii, wśród niej i 4 dac ostrzelała niemieckie stanowiska broni maszynowej, moździerzy i artylerii bezpośredniego wsparcia, skutecznie je eliminując, co pozwoliło 67 pp opanować Dąbkowice Dolne i Dąbkowice Górne wypierając 102 pp i oddział rozpoznawczy 24 DP. Z uwagi na wyczerpanie się amunicji, przerwanie przez artylerię niemiecką linii telefonicznych, wsparcie 4 dac stało się mniej efektywne. Uszkodzona została jedna armata z 1 baterii.
15 września przed świtem 4 dac został przesunięty na stanowiska ogniowe w Jackowicach. Tego dnia ostrzał prowadziła 2 bateria haubic z uwagi na ukształtowanie terenu. Nocą 15/16 września dywizjon przegrupował się do wsi Boczki. Utracono większość kabla telefonicznego. 16 września od rana 4 dac wspierał obronę 4 DP na północnym brzegu Bzury od Sobockiej Wsi, do Maurzyc. Nocą 16/17 września 4 dac wraz z 4 DP przegrupował się marszem po trasie: Złaków Kościelny, Borowy, Luszyn, Osmolin, las Brzezia. Z uwagi na zatłoczenie dróg i panujące ciemności dywizjon maszerował oddzielnie. W rejonie wsi Aleksandrów, maszerująca na czele dywizjonu 1 bateria, z marszu wsparła broniący się batalion 63 pułku piechoty z baterią artylerii lekkiej. Wsparcie 1 baterii armat pozwoliło odrzucić niemieckie natarcie z osi marszu.
Nad ranem przechodzący przez Sanniki 4 dac został zbombardowany przez niemieckie lotnictwo. 1 bateria armat wyjechała już poza miasto, więc zdołała dojechać w rozproszeniu bez dużych strat do lasu Brzezie. 2 bateria haubic w momencie nalotu przejeżdżała przez miasto i została zbombardowana pomiędzy zabudowaniami, poniosła duże straty osobowe, w koniach i sprzęcie. Kolumna amunicyjna przejeżdżająca w tym czasie przez miasto utraciła również dużo koni i wozów. Ogółem w 1 baterii poległ ppor. Eugeniusz Różański, utracono jedną armatę i większość taboru. 2 bateria oprócz strat w kanonierach którzy rozproszyli się i polegli, oraz stracie wielu koni, utraciła jedną haubicę, a druga została uszkodzona. 17/18 września doszło na rozmiękniętych drogach i w ciemnościach nocy do rozdzielenia się dywizjonu. 18 września o świcie 1 bateria dołączyła do 16 dywizjonu artylerii ciężkiej, we wsi Załusków. O godz. 9.00 podeszła pod stanowiska 16 dac piechota niemiecka, obsługi ogniem broni ręcznej i lkm broniły się na skraju lasu. Próba kontrataku pod dowództwem kpt. Alfonsa Oborskiego załamała się w ogniu niemieckiej broni maszynowej i artylerii. Wyciągnięta do strzelania na wprost armata 105 mm, zniszczyła kilka stanowisk niemieckiej broni maszynowej, aż do czasu jej uszkodzenia. Około godz. 18.00 na rozkaz ppłk. Stanisława Ostapowicza rozpoczęto wycofanie się, lecz konie 1 baterii zostały wybite podczas walki więc niemożliwa okazała się ewakuacja pozostałych armat i sprzętu. Uszkodzono celowniki, zakopano zamki i uszkodzono oporopowrotniki. 19 września rano, wycofujące się pozostałości 1 baterii dostały się do niemieckiej niewoli. Reszta 4 dac maszerowała bocznymi drogami do Iłowa, na miejsce w dniu 18 września rano, dotarły z 2 baterii dwie haubice, w tym jedna sprawna. Na rozkaz mjr Stefana Stachowskiego, z uwagi na okrążenie rejonu Iłowa, po południu 18 września, zniszczono obie haubice i pozostały sprzęt oraz rozwiązano 4 dac. Dużą grupę oficerów i kanonierów pod dowództwem mjr. Stachowskiego sforsowała Bzurę i poprzez Puszczę Kampinoską dotarła do rejonu Izabelin, Laski. Podczas próby przebicia się do Warszawy nocą 19/20 września został śmiertelnie ranny mjr Stefan Stachowski, zmarł 20 września w szpitalu w Laskach. Większość towarzyszących mu oficerów i kanonierów, wraz z nim dostała się do niewoli. Drugą grupę prowadził kpt. Andrzej Jeżyński, który po sforsowaniu Bzury poległ, brak informacji o dalszym losie grupy.
Mjr Stefan Stachowski został ciężko ranny i trafił do niewoli 26 września przed świtem w okolicy m. Laski na wschodnim skraju Puszczy Kampinoskiej

## Organizacja wojenna i obsada personalna dywizjonu
Obsada personalna
- dowódca dywizjonu – mjr Stefan Stachowski[b]
- adiutant dywizjonu – NN
- oficer zwiadowczy – kpt. Andrzej Jeżyński
- oficer obserwacyjny – NN
- oficer łączności – NN
- oficer płatnik – ppor. Piotr Kozłowski
- lekarz dywizjonu - por. lek. Marchwiński
- dowódca kolumny amunicyjnej – ppor. Stanisław Michalski[14][3]
- dowódca 1 baterii – kpt. Alfons Oborski
  - oficer zwiadowczy – ppor. rez. Franciszek Sokołowski
  - oficer ogniowy – ppor. Eugeniusz Różański
  - dowódca I plutonu - ppor. Józef Siegmunt
  - dowódca II plutonu - ppor. Marian Paluszkiewicz
- dowódca 2 baterii – kpt. Jan Marian Braziewicz
  - oficer zwiadu –
  - oficer ogniowy – ppor. Bogdan Zawalski
- dowódca plutonu taborowego nr 4 – ppor. rez. Berg[14], ppor. art. Stanisław Julian Michalski[16]

## Uwaga
1. ↑  Data 26 września jest wielce wątpliwa. Jest to błąd relanta, gdyż w walki o Laski i Izabelin toczyły się w dniach 20–21 września. Po tym czasie na tym terenie walk nie było. Więc daty z publikacji Zarzyckiego i Dymka są właściwe.
2. ↑  Ludwik Głowacki, Obrona Warszawy i Modlina..., s. 251; Kazimierz Galster, Księga Pamiątkowa Artylerii Polskiej 1914–1939, s. 402, 403 błędnie podał, że dowódcą 4 dac był mjr Stefan Tadeusz Starzyński, podczas gdy oficer ten w kampanii wrześniowej 1939 r. dowodził 15 dac i poległ 17 września 1939 r. pod Tułowicami.